# Delirious (chanson de David Guetta)
Pour les articles homonymes, voir Delirious.
Singles de David Guetta
Tara McDonald
Baby When the Light
(2007) Tomorrow Can Wait
(2008)
Pistes de Pop Life
Everytime We Touch Tomorrow Can Wait
Delirious est une chanson du DJ, producteur français de house David Guetta sorti le 2 mars 2008. Il s'agit du 3e single extrait du troisième album studio Pop Life.
Dans cette chanson, David Guetta est en collaboration avec la chanteuse britannique Tara McDonald qu'on retrouve d'ailleurs dans le clip.
Ce titre a atteint la 16e place du Top50, la 2e place en Belgique, 16e en Suisse, 6e aux Pays-Bas.
Ce titre a été remixé par Fred Rister et par Laidback Luke.
La version radio édite de ce titre commence par un sample de la chanson Kids in America interprétée par Kim Wilde 27 ans plus tôt en 1981.

## Clip vidéo
Dans le clip, on retrouve le mannequin Kelly Thybaud, qui est stressée par son travail, et en colère contre son patron. Elle évacue son stress en jetant de la peinture sur les murs. On retrouve également dans le clip la chanteuse Tara McDonald ainsi que David Guetta. C'est la première fois qu'apparaît un chanteur "featuring" dans le clip de David Guetta.

## Liste des pistes
- France CD Single

1. Delirious (Radio Edit) — 3 min 01 s
2. Delirious (Laidback Luke Remix) — 8 min 09 s
3. Delirious (Original Extended Mix) — 7 min 54 s

- Europe CD Single

1. Delirious (Original Extended Mix) — 7 min 54 s
2. Delirious (Laidback Luke Remix) — 8 min 09 s
3. Delirious (Arno Cost & Norman Doray Remix) — 8 min 09 s
4. Delirious (Fred Rister Remix) — 7 min 35 s
5. Delirious (Radio Edit) — 3 min 01 s

## Classement

### Classement par pays
| Classement (2008)                       | Meilleure position |
| --------------------------------------- | ------------------ |
| Allemagne                               | 59                 |
| Bulgarie                                | 7                  |
| Autriche (Ö3 Austria Top 40)            | 27                 |
| Belgique (Flandre Ultratop 50 Singles)  | 17                 |
| Belgique (Wallonie Ultratop 50 Singles) | 2                  |
| Pays-Bas (Nederlandse Top 40)           | 17                 |
| Italie                                  | 22                 |
| France (SNEP)                           | 16                 |
| France (Club 40)                        | 6                  |
| Hongrie (Rádiós Top 40)                 | 36                 |
| Roumanie Singles Chart                  | 29                 |
| Suède (Sverigetopplistan)               | 51                 |
| Suisse (Schweizer Hitparade)            | 16                 |

### Média français

#### Classement bilan 2008
| Classement général 2008       | Position |
| ----------------------------- | -------- |
| France Clip TV Diffusion clip | 32       |